# Dragon Ball Z : La Résurrection de ‘F’
Dragon Ball Z : La Résurrection de ‘F’ (ドラゴンボールZ　復活の「F」, Doragon Bōru Zetto: Fukkatsu no Efu, trad. litt. « Dragon Ball Z : Le « F » de la Résurrection ») est le 19e film d'animation japonais de l'univers Dragon Ball, sorti le 18 avril 2015 au Japon,.

## Histoire

### Résumé
Pendant que Freezer se trouve en Enfer et y vit un véritable cauchemar à cause des anges et peluches qui effectuent une parade, deux de ses meilleurs soldats, Sorbet et Tagoma, se rendent sur Terre pour récupérer les Dragon Balls et émettent le souhait de le ramener à la vie. Une fois le vœu effectué, ils ramènent les morceaux de son corps dans le vaisseau de leur chef et utilisent le dispositif de régénération pour reconstituer son apparence d'origine. Bien décidé à se venger de Son Goku, le tyran décide de s'entraîner pendant quatre mois pour devenir encore plus fort. 
Pendant ce temps sur Terre, Jaco, le Patrouilleur Galactique, informe Bulma de l'arrivée imminente de Freezer et de ses soldats. Cette dernière tente de contacter Whis avec un sundae à la fraise, sans réponse, puis prévient Krilin, qui vient d'appréhender deux braqueurs de banque, et une fois s'être fait raser la tête par sa femme C-18, va chercher Tortue Géniale. Chez Beerus, Son Goku et Vegeta s'entraînent ensemble avec Whis, mais leur vacarme réveille le Dieu de la destruction qui s'était endormi. Une fois arrivé avec ses hommes, Freezer détruit une ville en guise de bienvenue, puis la Z Team (Piccolo, Son Gohan, Krilin, Tortue Géniale et Ten Shin Han), suivie par Bulma et Jaco, rejoignent leur ennemi pour combattre les soldats de ce dernier. Les cinq guerriers, avec l'aide du patrouilleur galactique, se débarrassent sans difficulté des hommes du tyran, qui n'hésite pas à les éliminer une fois vaincus. Whis finit par recontacter Bulma, qui l'informe du retour de Freezer sur Terre et lui demande de rapatrier Goku et Vegeta. Les deux guerriers Saiyans rentrent au bercail par déplacement instantané et le premier décide de combattre le tyran, qui prend directement sa forme finale. 
Sans se transformer, Goku prend l'avantage sur son adversaire, mais Vegeta s'impatiente. Puis les deux guerriers décident de passer aux choses sérieuses et dévoilent, chacun leur tour, leurs nouvelles transformations : le Saiyan se transforme en Super Saiyan Blue et, de son côté, Freezer devient tout doré et se fait appeler Golden Freezer. Le combat reprend puis s'équilibre entre les deux. C'est à ce moment-là que Beerus et Whis débarquent sur Terre pour se régaler du dessert de Bulma. Plus le combat avance, plus Goku s'aperçoit que l'énergie de son adversaire baisse à mesure qu'il utilise sa nouvelle forme, ce qui lui permet de reprendre le dessus. Cependant, le Saiyan se laisse surprendre par un tir de Sorbet, ayant baissé sa garde à la suite de la supplication de son ennemi, qui profite de ce moment d'inattention pour le torturer. Vegeta fait mine de se joindre au tyran, mais empêche celui-ci de tirer sur Krilin qui veut soigner son rival avec un senzu. Le prince des Saiyans dévoile, à son tour, sa nouvelle transformation et achève le travail de Goku en terrassant Freezer, déjà affaibli. Alors qu'il allait le tuer, ce dernier fait exploser la Terre, emportant tout le monde avec lui. Pour permettre au premier Saiyan de réparer son erreur, Whis remonte le temps de 3 minutes et Goku élimine Freezer pour de bon avec un puissant Kaméhaméha. Bulma explique à son mari pourquoi son meilleur ami a agi de la sorte, puis les deux Saiyans se mettent enfin d'accord sur quelque chose : ils n'uniront jamais leurs forces, quoi qu'il advienne. Dans l'Autre Monde, Freezer retrouve l'Enfer qu'il déteste tant.

## Fiche technique

Logo original du film.

- Titre original : Dragon Ball Z: Fukkatsu no F (ドラゴンボールZ　復活の「F」, Doragon Bōru Zetto: Fukkatsu no Efu?)
- Titre français : Dragon Ball Z : La Résurrection de ‘F’
- Titre français alternatif traduit : Dragon Ball Z : La résurrection de « F »
- Réalisation : Tadayoshi Yamamuro
- Scénario : Akira Toriyama, adapté du manga Dragon Ball
- Character designer : Akira Toriyama
- Studio d’animation : Toei Animation
- Pays d'origine :  Japon
- Langue originale : japonaise
- Genre : aventure, fantastique
- Durée : 93 minutes[3] (version cinéma), 105 minutes (DVD édition spéciale Trunks du futur)
- Dates de sortie[4] :
  - Japon : 30 mars 2015[4] (avant-première à Tokyo) ; 18 avril 2015[1],[5] (sortie nationale)
  - France : 29 juin 2015 (avant-première au Grand Rex) ; 11 septembre 2015[6] (sortie nationale) ; 20 novembre 2015[7] (en DVD / Blu-ray)
  - Belgique : 11 septembre 2015[réf. nécessaire]

## Doublage
| Personnage                                      | Voix japonaises   | Voix françaises    |
| ----------------------------------------------- | ----------------- | ------------------ |
| Son Goku                                        | Masako Nozawa     | Patrick Borg       |
| Vegeta                                          | Ryō Horikawa      | Éric Legrand       |
| Freezer                                         | Ryusei Nakao      | Philippe Ariotti   |
| Son Gohan                                       | Masako Nozawa     | Mark Lesser        |
| Piccolo                                         | Toshio Furukawa   | Philippe Ariotti   |
| Krilin                                          | Mayumi Tanaka     | Monique Nevers     |
| Tenshinhan                                      | Hikaru Midorikawa | Marc Bretonnière   |
| Tortue Géniale                                  | Masaharu Satō     | Gilbert Levy       |
| Bulma                                           | Hiromi Tsuru      | Céline Monsarrat   |
| Videl                                           | Yuko Minaguchi    | Jennifer Fauveau   |
| C-18                                            | Miki Itō          | Brigitte Lecordier |
| Shenron                                         | Kenji Utsumi      | Antoine Nouel      |
| Jaco                                            | Natsuki Hanae     | Benjamin Pascal    |
| Pilaf                                           | Shigeru Chiba     | Benjamin Pascal    |
| Maï                                             | Eiko Yamada       | Joséphine Ropion   |
| Shû                                             | Tesshō Genda      | Stéphane Marais    |
| Beerus                                          | Kōichi Yamadera   | Bruno Magne        |
| Whis                                            | Masakazu Morita   | Bruno Méyère       |
| Dr Brief                                        | Ryouichi Tanaka   | Marc Bretonnière   |
| Sorbet                                          | Shirō Saitō       | Antoine Nouel      |
| Tagoma                                          | Kazuya Nakai      | Stéphane Marais    |
| Shisami                                         | Tetsu Inada       | Marc Bretonnière   |
| Poisson Oracle                                  | Shoko Nakagawa    |                    |
| Trunks du futur (flashback et édition spéciale) | Takeshi Kusao     | Mark Lesser        |
| Black Goku (édition spéciale)                   | Masako Nozawa     | Patrick Borg       |

## Production

### Développement
Le 15 juillet 2014, un nouveau projet de film est annoncé pour 2015 par le créateur Akira Toriyama.
Akira Toriyama, le créateur d'origine, est impliqué directement dans l'écriture du scénario, le concept original du film et dans le design des personnages.
Tadayoshi Yamamuro est annoncé puis confirmé comme réalisateur du film.
Il s'agit du premier film diffusé dans les cinémas japonais en IMAX 3D et dans certains cinémas projetés en 4D.
Après la deuxième bande-annonce du 2 mars 2015, révélant la nouvelle forme dorée de Freezer, le numéro 20 du magazine Weekly Shōnen Jump dévoile le mois suivant la nouvelle transformation de Goku pour contrer Golden Freezer. Il s'agit d'une évolution reprenant les pouvoirs du Super Saïyen Divin, qui est appelé Super Saïyen Divin Super Saïyen (超サイヤ人ゴッドSS, Sūpā Saiyajin Goddo Sūpā Saiyajin), à noter que ce nom n'est pas cité dans le film.